# Élections municipales de 2005 en Mauricie
Les élections municipales québécoises de 2005 se déroulent le 6 novembre 2005. Elles permettent d'élire les maires et les conseillers de chacune des municipalités locales du Québec, ainsi que les préfets de quelques municipalités régionales de comté.
Elles permettent de déterminer les maires et les conseillers de chacune des municipalités locales de même que certains préfets. Ces élections sont les premières tenues en vertu de la Loi sur les élections et les référendums dans les municipalités adoptée en 2001 par l'Assemblée nationale du Québec, qui instaure une nouvelle procédure prévoyant de tenir les élections de tous les postes municipaux dans toutes les municipalités la même journée.

## Mauricie

### Batiscan
| Candidats pour la mairie   | Vote            | %               |
| -------------------------- | --------------- | --------------- |
| Christian Fortin (Sortant) | Sans opposition | Sans opposition |

### Champlain
| Candidats pour la mairie | Vote            | %               |
| ------------------------ | --------------- | --------------- |
| Marcel-P. Marchand       | Sans opposition | Sans opposition |

### Charette
| Candidats pour la mairie   | Vote            | %               |
| -------------------------- | --------------- | --------------- |
| Claude Boulanger (Sortant) | Sans opposition | Sans opposition |

### Grandes-Piles
| Candidats pour la mairie  | Vote            | %               |
| ------------------------- | --------------- | --------------- |
| Marcel Bélanger (Sortant) | Sans opposition | Sans opposition |

### Hérouxville
| Candidats pour la mairie            | Vote | %     |
| ----------------------------------- | ---- | ----- |
| Martin Périgny                      | 404  | 67,56 |
| Jean-Pierre Duchemin (Sortant)      | 194  | 32,44 |
| Nombre d'électeurs inscrits : 1 087 |      |       |

### La Bostonnais
| Candidats pour la mairie          | Vote | %     |
| --------------------------------- | ---- | ----- |
| Claude Hénault                    | 196  | 65,12 |
| Céline Bérubé                     | 105  | 34,88 |
| Nombre d'électeurs inscrits : 584 |      |       |

Élection partielle au poste de maire le 12 octobre 2008.
- Nécessaire en raison de la démission du maire Claude Hénault en janvier 2008[2].
- Élection de Chantal St-Louis au poste de mairesse après deux tentatives d'élections sans candidat[2]

| Candidats pour la mairie           | Vote | %     |
| ---------------------------------- | ---- | ----- |
| Chantal St-Louis                   | 160  | 83,33 |
| Dieudonné Bérubé                   | 32   | 16,67 |
| Nombre d'électeurs inscrits : 40,0 |      |       |

### La Tuque
| Candidats pour la mairie             | Vote  | %     |
| ------------------------------------ | ----- | ----- |
| Réjean Gaudreault (Sortant)          | 3 207 | 52,50 |
| Normand Beaudoin                     | 2 812 | 46,03 |
| Jean-Paul Tremblay                   | 90    | 1,47  |
| Nombre d'électeurs inscrits : 10 149 |       |       |

### Lac-aux-Sables
| Candidats pour la mairie            | Vote | %     |
| ----------------------------------- | ---- | ----- |
| Jacques Vincent                     | 500  | 53,48 |
| Richard Lavallée                    | 435  | 46,52 |
| Nombre d'électeurs inscrits : 1 365 |      |       |

### Lac-Édouard
| Candidats pour la mairie | Vote            | %               |
| ------------------------ | --------------- | --------------- |
| Larry Bernier            | Sans opposition | Sans opposition |

### Louiseville
| Candidats pour la mairie            | Vote  | %     |
| ----------------------------------- | ----- | ----- |
| Guy Richard                         | 1 927 | 56,51 |
| Jocelyne Elliott Leblanc            | 1 483 | 43,49 |
| Nombre d'électeurs inscrits : 6 246 |       |       |

### Maskinongé
| Candidats pour la mairie            | Vote | %     |
| ----------------------------------- | ---- | ----- |
| Michel Clément                      | 808  | 76,01 |
| Alain Bélanger                      | 255  | 23,99 |
| Nombre d'électeurs inscrits : 1 896 |      |       |

### Notre-Dame-de-Montauban
| Candidats pour la mairie          | Vote | %     |
| --------------------------------- | ---- | ----- |
| Normand Hudon                     | 351  | 59,80 |
| Jean-Guy Lavoie                   | 236  | 40,20 |
| Nombre d'électeurs inscrits : 858 |      |       |

### Notre-Dame-du-Mont-Carmel
| Candidats pour la mairie            | Vote  | %     |
| ----------------------------------- | ----- | ----- |
| Pierre Bouchard                     | 1 165 | 57,19 |
| André Landry (Sortant)              | 872   | 42,81 |
| Nombre d'électeurs inscrits : 4 103 |       |       |

### Saint-Adelphe
| Candidats pour la mairie          | Vote | %     |
| --------------------------------- | ---- | ----- |
| Paul Labranche (Sortant)          | 449  | 71,04 |
| Réjean Lefebvre                   | 183  | 28,96 |
| Nombre d'électeurs inscrits : 891 |      |       |

### Saint-Alexis-des-Monts
| Candidats pour la mairie    | Vote            | %               |
| --------------------------- | --------------- | --------------- |
| Jean-Paul Diamond (Sortant) | Sans opposition | Sans opposition |

- Madeleine L. Robert devient mairesse en cours de mandat[Quand ?].

### Saint-Barnabé
| Candidats pour la mairie          | Vote | %     |
| --------------------------------- | ---- | ----- |
| Michel Lemay                      | 344  | 57,91 |
| Germain Lacombe (Sortant)         | 250  | 42,09 |
| Nombre d'électeurs inscrits : 997 |      |       |

### Saint-Boniface
| Candidats pour la mairie            | Vote  | %     |
| ----------------------------------- | ----- | ----- |
| Gilles Bellemare                    | 1 279 | 65,39 |
| Pierre Désaulnier                   | 677   | 34,61 |
| Nombre d'électeurs inscrits : 3 261 |       |       |

### Saint-Édouard-de-Maskinongé
| Candidats pour la mairie          | Vote | %     |
| --------------------------------- | ---- | ----- |
| Yvon Legault                      | 305  | 68,08 |
| Denis Morin                       | 143  | 31,92 |
| Nombre d'électeurs inscrits : 650 |      |       |

- Denis Morin devient maire de la municipalité en 2008 après une période de mise en tutelle[3].

### Saint-Élie-de-Caxton
| Candidats pour la mairie            | Vote | %     |
| ----------------------------------- | ---- | ----- |
| André Garant                        | 717  | 65,24 |
| Sylvain Tessier                     | 382  | 34,76 |
| Nombre d'électeurs inscrits : 1 584 |      |       |

### Saint-Étienne-des-Grès
| Candidats pour la mairie            | Vote  | %     |
| ----------------------------------- | ----- | ----- |
| François Chénier                    | 1 134 | 74,21 |
| Luc Massé (Sortant)                 | 394   | 25,79 |
| Nombre d'électeurs inscrits : 3 106 |       |       |

- Nomination de Robert Landry au poste de maire en 2008[4].

### Saint-Justin
| Candidats pour la mairie | Vote            | %               |
| ------------------------ | --------------- | --------------- |
| Kathya Paquin (Sortante) | Sans opposition | Sans opposition |

Élection du conseiller Denis McKinnon au poste de maire en 2006
- Nécessaire en raison de la démission de la mairesse Kathya Paquin en 2006[5].

### Saint-Léon-le-Grand
| Candidats pour la mairie          | Vote | %     |
| --------------------------------- | ---- | ----- |
| Robert Lalonde                    | 364  | 65,70 |
| Roland Pelletier (Sortant)        | 190  | 34,30 |
| Nombre d'électeurs inscrits : 804 |      |       |

### Saint-Luc-de-Vincennes
| Candidats pour la mairie    | Vote            | %               |
| --------------------------- | --------------- | --------------- |
| Jean-Claude Milot (Sortant) | Sans opposition | Sans opposition |

### Saint-Mathieu-du-Parc
| Candidats pour la mairie            | Vote | %     |
| ----------------------------------- | ---- | ----- |
| André Berthiaume                    | 504  | 54,14 |
| Daniel Petit (Sortant)              | 427  | 45,86 |
| Nombre d'électeurs inscrits : 1 522 |      |       |

### Saint-Maurice
| Candidats pour la mairie | Vote            | %               |
| ------------------------ | --------------- | --------------- |
| Gérard Bruneau (Sortant) | Sans opposition | Sans opposition |

### Saint-Narcisse
| Candidats pour la mairie | Vote            | %               |
| ------------------------ | --------------- | --------------- |
| Guy Veillette            | Sans opposition | Sans opposition |

### Saint-Paulin
| Candidats pour la mairie   | Vote            | %               |
| -------------------------- | --------------- | --------------- |
| Brigitte Gagnon (Sortante) | Sans opposition | Sans opposition |

### Saint-Prosper
| Candidats pour la mairie          | Vote | %     |
| --------------------------------- | ---- | ----- |
| Michel Grosleau                   | 216  | 50,82 |
| Paul Constancis                   | 209  | 49,18 |
| Nombre d'électeurs inscrits : 556 |      |       |

### Saint-Roch-de-Mékinac
| Candidats pour la mairie          | Vote | %     |
| --------------------------------- | ---- | ----- |
| Claude Dumont                     | 152  | 60,32 |
| Roger Cossette                    | 100  | 39,68 |
| Nombre d'électeurs inscrits : 325 |      |       |

### Saint-Sévère
| Candidats pour la mairie          | Vote | %     |
| --------------------------------- | ---- | ----- |
| Yves Gélinas (Sortant)            | 126  | 51,01 |
| Lysandre Gélinas                  | 121  | 48,99 |
| Nombre d'électeurs inscrits : 278 |      |       |

### Saint-Séverin
| Candidats pour la mairie | Vote            | %               |
| ------------------------ | --------------- | --------------- |
| Denis Mongrain (Sortant) | Sans opposition | Sans opposition |

### Saint-Stanislas
| Candidats pour la mairie  | Vote            | %               |
| ------------------------- | --------------- | --------------- |
| Marc-E. LeClerc (Sortant) | Sans opposition | Sans opposition |

### Saint-Tite
| Candidats pour la mairie  | Vote            | %               |
| ------------------------- | --------------- | --------------- |
| Reynald Périgny (Sortant) | Sans opposition | Sans opposition |

### Sainte-Angèle-de-Prémont
| Candidats pour la mairie          | Vote | %     |
| --------------------------------- | ---- | ----- |
| Barbara Paillé                    | 224  | 50,34 |
| Pierre-Paul Baril                 | 221  | 49,66 |
| Nombre d'électeurs inscrits : 612 |      |       |

### Sainte-Anne-de-la-Pérade
| Candidats pour la mairie | Vote            | %               |
| ------------------------ | --------------- | --------------- |
| Gilles Devault           | Sans opposition | Sans opposition |

### Sainte-Geneviève-de-Batiscan
| Candidats pour la mairie          | Vote | %     |
| --------------------------------- | ---- | ----- |
| André Magny (Sortant)             | 230  | 36,28 |
| Jocelyne Bronsard                 | 215  | 33,91 |
| Normand Charest                   | 189  | 29,81 |
| Nombre d'électeurs inscrits : 956 |      |       |

### Sainte-Thècle
| Candidats pour la mairie     | Vote            | %               |
| ---------------------------- | --------------- | --------------- |
| André C. Veillette (Sortant) | Sans opposition | Sans opposition |

Nomination d'Alain Vallée au poste de maire en 2007.

### Sainte-Ursule
| Candidats pour la mairie | Vote            | %               |
| ------------------------ | --------------- | --------------- |
| Réjean Carle             | Sans opposition | Sans opposition |

### Shawinigan
| Candidats pour la mairie             | Vote   | %     |
| ------------------------------------ | ------ | ----- |
| Lise Landry (Sortante)               | 11 396 | 52,98 |
| Renée Fournier                       | 6 789  | 31,56 |
| Maxime Boisvert                      | 3 327  | 15,46 |
| Nombre d'électeurs inscrits : 42 215 |        |       |

### Trois-Rives
| Candidats pour la mairie  | Vote            | %               |
| ------------------------- | --------------- | --------------- |
| Lucien Mongrain (Sortant) | Sans opposition | Sans opposition |

### Trois-Rivières
| Candidats pour la mairie             | Vote   | %     |
| ------------------------------------ | ------ | ----- |
| Yves Lévesque                        | 34 298 | 70,29 |
| Guy Julien                           | 13 741 | 28,16 |
| Serge Simard                         | 754    | 1,55  |
| Nombre d'électeurs inscrits : 99 094 |        |       |

### Yamachiche
| Candidats pour la mairie  | Vote            | %               |
| ------------------------- | --------------- | --------------- |
| Michel Isabelle (Sortant) | Sans opposition | Sans opposition |